# Bente Stein Mathisen
Bente Stein Mathisen (født 1. februar 1956) er en norsk politiker, som repræsenterede Høyre fra Akershus i Stortinget i valgperioden 2013–2017. I perioden før var hun første vararepræsentant. Hun er medlem af arbejds- og socialkomiteen og af Stortingets delegation til Nordisk råd. 
Mathisen har lang politisk erfaring fra Høyre i Asker og Akershus.
Mathisen er opvokset i Eidanger (nu Porsgrunn kommune). Hun er datter af lokalpolitikeren Arnfinn Johannes Stein fra Kristelig Folkeparti. Hun er uddannet sygeplejerske og arbejdet uden for det politiske som leder i Asker Kommunes Afdeling for psykisk sundhed.